# Saint-Leu-d'Esserent
Saint-Leu-d'Esserent är en kommun i departementet Oise i regionen Hauts-de-France i norra Frankrike. Kommunen ligger i kantonen Montataire som tillhör arrondissementet Senlis. År 2022 hade Saint-Leu-d'Esserent 4 576 invånare.

## Befolkningsutveckling
Antalet invånare i kommunen Saint-Leu-d'Esserent
| Referens: INSEE |